# 科里·乔安妮·拉马斯特
科里·乔安妮·拉马斯特（英语：Kori JoAnne LaMaster，1976年10月2日—1994年1月），曾是美国一名身份不明谋杀案受害者，尸体于1994年1月29日被发现。拉马斯特被重新埋葬在索克尔公墓中一个没有标记的坟墓。拉马斯特曾经19年身份不明，直到家族DNA和指纹卡对比才确定身份。在确定身份之前，她被调查人员和媒体称为“波戈尼普·简”。

## 发现和身体特征

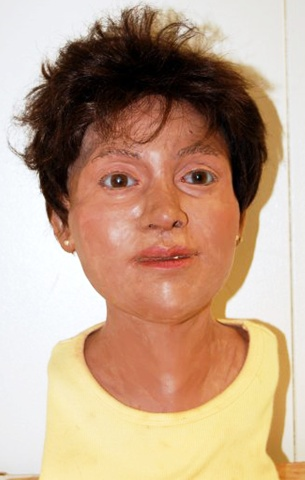
粘土模型重建

1994年1月19日，加利福尼亚州圣克鲁兹波冈尼普公园里，个徒步旅行者在寻找蘑菇时发现一具白人女性尸体在无家可归者露营地附近的浅坟。
受害者年龄是十几岁，长着短棕色头发和粉红色指甲。死亡时间应该是在几个星期前，死因是被金属物体（很可能是一根管子）击碎头骨而死。由于尸体腐烂严重所以很难确定她的面部特征。她的左手拇指和食指之间有一个小小的心脏纹身。牙齿有几个用瓷填满的牙洞。头发同位素分析显示她死前曾在圣巴巴拉和圣克鲁斯之间旅行（她住在帕西菲卡）。

## 调查和身份确认
最初拉马斯特的调查员是布奇·贝克，贝克在一起不相关的犯罪中被杀。圣克鲁斯警察局试图对她进行身份鉴定，鉴定方式包括通过头骨进行粘土模型重建。
拉马斯特的家人直到2007年才提交失踪人口报告。由于隐私原因，他们没有透露延迟提交报告的原因。美国司法部实验室在2013年10月宣布，通过尸体提取的DNA与她亲生母亲的DNA样本进行家庭配对确认了她的身份。
拉马斯特的姐姐提供拉马斯特年轻时拍摄的指纹卡与尸检过程中拍摄的指纹相匹配。被看到与拉马斯特一起旅行的一对父子被确定是嫌疑人。父子中的儿子已经去世，父亲韦恩·怀特居住在田纳西州东部。